# 籃球部落
《籃球部落》，是一部由福建省廣播影視集團斥資製作的偶像电视剧。

## 简介
该电视剧于2004年9月1日在北京開機，采用雙機雙組拍攝為搶在2004年11月底殺青，2005年3月在福建電視台首播。该局云集了兩岸三地青春偶像邱澤、張勛傑、吳大維、郭芯其、浦蒲等，導演為周偉。

## 主創人員
- 出品人：舒展
- 製片人：陳潔
- 導演：周偉
- 編劇：劉慧東
- 攝影指導：甘露
- 美術指導：安賓
- 錄音指導：瞿立新
- 武術指導：李才
- 造型指導：戴美玲
- 製作人：成徵

## 人物介紹

### 主要演員
| 演員   | 角色         | 人物簡介                                             |
| 邱澤   | 高 飛        | 新空氣球隊隊員; 籃球酒吧外送兼廚師; 球星金咭持有人。 |
| 張勛傑 | 風雪新       | 東方巨人球隊隊長; 新空氣球隊隊員； 球星金咭持有人。  |
| 郭芯其 | 羅敏敏(小敏) | 新空氣球隊領隊; 市長的女兒。                         |
| 浦蒲   | 葉 雯        | 籃球酒吧主廚及總經理; 高飛的籃球啟蒙教練兼廚藝師傅。 |
| 吳大維 | 郭建平(老郭) | 新空氣球隊教練; 前國家籃球隊隊員。                   |
| 王希   | 壁虎         | (友情客串)病患。                                     |

### 音效
| 歌曲                 | 作曲/作詞                              | 主唱          |
| 片頭曲: Number One   | 作曲:Nigel Junkins 作詞: Nigel Junkins | Nigel Junkins |
| 片尾曲: 有愛真好     | 作曲:劉祖德 作詞: 姚謙                 | 余憲忠        |
| 插曲: 左臉           | 作曲:練伯村 作詞: 姚謙                 | 陳予新        |
| 插曲: 守護天使的告白 | 作曲:Ronald 作詞: 姚謙                 | No Name       |
| 插曲: 自然與你有關   | 作曲:陳建寧 陳政邦 作詞: 姚謙          | 陳予新        |